# Dialeto torlakiano
Os discursos de transição são aqueles da Sérvia Oriental à própria Belgrado. Eles também são chamados de discursos-y.
Eles são coloquialmente chamados de Torlakiano. Os dialetologistas búlgaros consideram que são dialetos búlgaros que coçam.  Eles fazem parte da união linguística dos Balcãs, enquanto a língua servo-croata não.